# Roberto Lavagna
Roberto Lavagna, argentinski politik in ekonomist, * 24. marec, 1942, Buenos Aires, Argentina.
Lavagna je bil minister za gospodarstvo Argentine med letoma 2002 in 2005.